# Aborto en Rusia
El aborto en Rusia es legal como procedimiento electivo hasta la semana 12 de embarazo y, en circunstancias especiales, en etapas posteriores. En 2009, Rusia reportó 1,2 millones de abortos de una población de 143 millones de personas. En 2020, Rusia había disminuido su número de abortos a 450 mil.
Tras la toma de Rusia por los bolcheviques, la República Soviética rusa bajo Lenin se convirtió en el primer país del mundo en la era moderna en permitir el aborto en todas las circunstancias en 1920. A lo largo del siglo XX, la legalidad del aborto cambió más de una vez, con la prohibición del aborto incondicional que se promulgó de nuevo entre 1936 y 1955, tras lo cual se legalizó de nuevo. Debido a esto, el país adquirió la denominada "cultura del aborto". Los abortos rusos alcanzaron su punto máximo a mediados de la década de 1960, con un total de 5.463.300 abortos realizados en 1965. En toda la Unión Soviética, desde su legalización hasta la caída de la Unión Soviética en 1991, se produjeron más de 260 millones de abortos (la mayoría en Rusia).

## El aborto en el Imperio ruso
El aborto era ilegal en el Imperio Ruso. La práctica no se menciona directamente en los Domostroy, aunque la crianza de los hijos es un tema común. Durante el reinado del zar Alekséi Románov, el castigo por el aborto era la muerte, sólo eliminada más tarde por Pedro el Grande. El aborto siguió siendo un delito grave hasta 1917. A través de los artículos 1462 y 1463 del Código Penal ruso, las personas "culpables del crimen podían ser privadas de sus derechos civiles y exiliadas o condenadas a trabajos forzados". A pesar de su ilegalidad, existían abortos en el "mercado negro". El personal obstétrico clandestino conocido como povival'nye babki y sel'skie povival'nye babki, generalmente traducido como comadronas y comadronas rurales, respectivamente y comúnmente referido simplemente como babki, literalmente "ancianas" y povitukhi (parteras) realizaba abortos. Los babki no solo eran profesionales de la salud capacitados, sino que servían como enfermeras y parteras, especialmente en áreas rurales donde no se disponía de un servicio médico adecuado. El número de abortos aumentó en Moscú dos veces y media entre 1909 y 1914; el aumento de la frecuencia de abortos en San Petersburgo fue muchas veces mayor durante el cambio de siglo, 1897-1912. Los datos estadísticos de principios del siglo XX sugieren que las leyes estrictas rara vez se aplicaban. Por ejemplo, las cifras de sentencias pronunciadas durante los años anteriores a la Primera Guerra Mundial incluyen: 20 (1910), 28 (1911), 31 (1912) y 60 (1914).
A finales del Imperio Ruso, médicos y juristas comenzaron a abogar por la relajación de las leyes sobre el aborto y el aumento de la anticoncepción. La motivación era hacer que los abortos fueran menos peligrosos. Según los historiadores, el movimiento para legalizar el aborto y fomentar la anticoncepción surgió de manera diferente a como lo hizo en Europa occidental. Más que en la escena política (como en Francia, por ejemplo), los defensores procedían de los campos de la medicina. En 1889, el Tercer Congreso de la Sociedad Pirogov, una sociedad científica médica cuyos trabajos tuvieron una influencia resonante en Rusia, inició la discusión sobre la despenalización del aborto. Siguieron otros: en 1911 el Cuarto Congreso de la Sociedad de Matronas Rusas, en 1913 el Duodécimo Congreso de la Sociedad Pirogov, y en 1914 el grupo ruso de la Sociedad Internacional de Criminólogos se presentó apoyando la despenalización.

## El aborto en la Unión Soviética

### 1920–1936

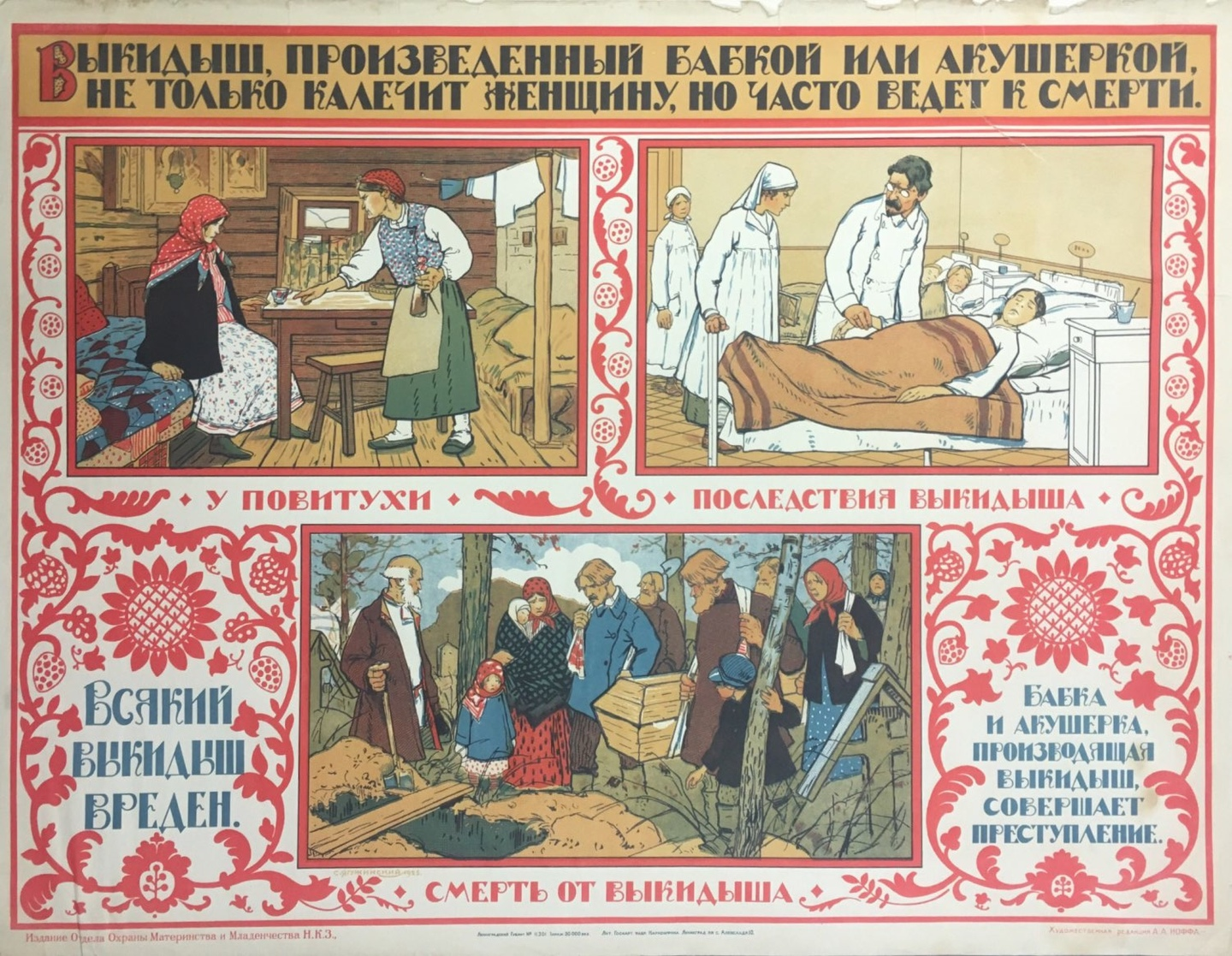
Cartel soviético de alrededor de 1925 que advertía contra los abortos caseros tradicionales de las parteras. Traducción del título: "Los abortos espontáneos inducidos por parteras u obstetras autodidactas no solo mutilan a la mujer, sino que a menudo también conducen a la muerte".

El gobierno soviético fue el primer gobierno de Europa en legalizar el aborto. En octubre de 1920, los bolcheviques legalizaron el aborto dentro de la República Socialista Federativa Soviética de Rusia con su "Decreto sobre la salud de la mujer". Después de la RSFSR, la ley fue introducida en Ucrania (5 de julio de 1921) y luego en el resto de la Unión Soviética. El gobierno vio la legalización como una necesidad temporal, ya que después de la crisis económica y casi una década de disturbios, guerras, revoluciones y guerras civiles, muchas mujeres buscarían abortos debido a que no podían cuidar a su hijo. Se impusieron restricciones a los criterios para el aborto y en 1924 solo se permitía cuando el embarazo ponía en riesgo la vida de la mujer o del niño por nacer. La Unión Soviética fomentó las políticas pronatales; sin embargo, los funcionarios soviéticos argumentaron que las mujeres abortarían independientemente de la legalidad, y que el estado podría regular y controlar el aborto solo si se legalizaba. En particular, el gobierno soviético esperaba proporcionar acceso al aborto en un entorno seguro realizado por un médico capacitado en lugar de babki. Si bien esta campaña fue extremadamente efectiva en las áreas urbanas (hasta el 75% de los abortos en Moscú se realizaron en hospitales en 1925), tuvo mucho menos en las regiones rurales donde no había acceso a médicos, transporte o ambos y donde las mujeres dependían de la medicina tradicional. En el campo, en particular, las mujeres continuaron viendo babki, parteras, peluqueros, enfermeras y otros para el procedimiento después de que se legalizó el aborto en la Unión Soviética.
La Unión Soviética, bajo Lenin, se convirtió en el primer país en tener el aborto disponible, a pedido, a menudo sin costo alguno. Hubo un intenso debate entre el gobierno y los funcionarios médicos en torno a su legalización. Los principales argumentos utilizados en oposición a la legalización del aborto fueron que tendría un efecto perjudicial en el crecimiento de la población o que era demasiado perjudicial desde el punto de vista médico para la mujer. A mediados de la década de 1920, los hospitales estaban tan congestionados por los procedimientos de aborto que se tuvieron que abrir clínicas especiales para liberar camas. La enorme tasa de abortos que se realizaban también hizo que muchos médicos se preocuparan y se comenzaron a aprobar restricciones para limitar el aborto después del tercer mes de embarazo y para garantizar que solo se diera prioridad a las mujeres consideradas demasiado pobres, solteras o que ya tenían varios hijos. Solo se permitían seis meses entre un primer aborto y un segundo aborto. Además, se redoblaron los esfuerzos para enjuiciar a los babki. Esto había comenzado con la legalización del aborto en 1920 y un buen número de babki fueron atrapados y castigados ya que el aborto legal no les dio ninguna excusa para seguir operando. Durante las campañas de colectivización a principios de la década de 1930, esto se dejó temporalmente en un segundo plano, pero en 1934 se aprobaron nuevas leyes más estrictas sobre la realización de abortos ilegales, y hubo una circular de la Fiscalía de la RSFSR y extensas historias sobre ellas en los principales periódicos. La circular pedía a los fiscales regionales que intensificaran sus esfuerzos para combatir el aborto no autorizado, citando una carta presentada a la Fiscalía por un ciudadano privado anónimo en la que denunciaba el daño causado a las mujeres por el babki en un distrito rural. Un mes después, Izvestiia publicó un artículo en el que condenaba "la difícil situación de las mujeres jóvenes que terminaron en la puerta del abortista después de no poder encontrar empleo".

### 1936–1955
El 27 de junio de 1936, el Comité Ejecutivo Central de la Unión Soviética volvió a declarar ilegal el aborto, debido en gran medida a las preocupaciones sobre el crecimiento de la población, así como a las preocupaciones sobre los peligros médicos del aborto. La ley que prohibió el aborto no solo hizo precisamente eso, sino que contenía varios decretos diferentes. El título oficial de la ley era: "Decreto sobre la prohibición del aborto, la mejora de la ayuda material a las mujeres en el parto, el establecimiento de la asistencia estatal a los padres de familias numerosas y la extensión de la red de hogares de ancianos, guarderías y jardines de infancia, el endurecimiento de las sanciones penales por la falta de pago de la pensión alimenticia y sobre ciertas modificaciones en la legislación sobre el divorcio". Esta ley permitía el aborto sólo en caso de amenaza para la salud de la mujer. Todo esto fue parte de la iniciativa soviética para fomentar el crecimiento de la población, así como para poner un mayor énfasis en la importancia de la unidad familiar para el comunismo.
La ley coincidió con una promoción patrocinada por el estado de Circus (estrenada el 25 de mayo de 1936, fue pospuesta) que mostraba a una protagonista católica estadounidense dando a luz a un niño que concibió con su amante afroamericano, lo que estaba prohibido debido a los sentimientos antinegros estadounidenses. En su reunión con los obreros del movimiento estajanovista, Stalin, que seguía de cerca el cine como una fuerte fuente de propaganda, dijo: "Debemos comprender finalmente que, de todos los capitales valiosos disponibles en el mundo, el capital más valioso y decisivo es el pueblo". Justo después de eso, Estados Unidos y los estadounidenses desaparecieron del cine soviético.
Este decreto provocó resentimiento y oposición entre las mujeres urbanas, argumentando que a menudo era imposible tener un hijo cuando intentaban avanzar en sus carreras (ya que el estado soviético promovió activamente la educación femenina y la colocación laboral) y debido a la vivienda inadecuada y los suministros necesarios para cuidar a los niños. En la práctica, las leyes antiaborto eran solo marginalmente más aplicables que en la época zarista y los babki continuaron ejerciendo su oficio, sabiendo que había poco riesgo de ser descubiertos. Aunque había numerosos casos de mujeres que ingresaban en los hospitales después de someterse a abortos fallidos, por lo general era imposible saber si habían tenido un aborto espontáneo, uno realizado por ellas mismas o uno realizado por un babka. El código no escrito de la solidaridad femenina también se mantuvo fuerte y las mujeres rara vez delataban babki a las autoridades.
En la práctica, la tasa de abortos se vio poco afectada por los decretos de 1936, aunque se observó que la tasa de mortalidad infantil aumentó entre 1935 y 1940 debido a que las mujeres aparentemente se lesionaban en abortos ilegales que luego les impedían tener hijos sanos. Los servicios de aborto de Babki siguieron siendo los de siempre: inseguros, caros y obligando a las mujeres a mentir a las autoridades.
La ley otorgaba subsidios a las mujeres para su séptimo hijo y los siguientes hasta que cumplieran tres años. En 1944 se ampliaron las prestaciones para ofrecer subsidios para el tercer hijo hasta su cuarto cumpleaños y para el cuarto hijo y subsiguientes hasta su séptimo cumpleaños. Sin embargo, toda esta ayuda se cortó en 1948, después de que terminara la mayor fuente de agotamiento de la población, la Segunda Guerra Mundial. A pesar de que el aborto estaba prohibido y de estas políticas de fertilidad, las tasas de aborto se mantuvieron altas durante este tiempo. Se estima que los abortos ilegales causan 4.000 muertes al año debido a complicaciones en abortos clandestinos. Las mujeres continuaron practicando abortos ilegales durante este tiempo debido a las políticas que alentaban a las mujeres casadas a tener empleo y a las políticas económicas que favorecían la industria pesada y la defensa nacional sobre la vivienda y los bienes de consumo.
Durante la era de la posguerra, millones de hombres murieron y el gobierno se vio obligado a legitimar a las familias de madres solteras. La Nueva Ley de la Familia de 1944 sancionó la maternidad soltera como lugar de reproducción al proporcionar apoyo financiero a las madres solteras. El predominio de las madres solteras en esta época era una realidad; En 1957, 3,2 millones de mujeres solicitaban ayuda del gobierno como madres solteras.
La flexibilización de la política gubernamental sobre el aborto comenzó en la década de 1950, que comenzó con la ampliación de la lista de indicaciones médicas para la interrupción del embarazo en 1951, y en 1954 se canceló la responsabilidad penal por aborto ilegal.

### 1955 en adelante
Después de la muerte de Stalin en 1953, el gobierno soviético revocó las leyes de 1936 y emitió una nueva ley sobre el aborto. El decreto, emitido en 1955, establecía que "las medidas llevadas a cabo por el Estado soviético para fomentar la maternidad y proteger la infancia, así como el crecimiento ininterrumpido de la conciencia y la cultura de las mujeres", permitieron el cambio de política. El lenguaje del decreto implicaba que la mayoría de las mujeres elegirían la maternidad en lugar del aborto y que prevenir el aborto seguía siendo un objetivo del gobierno, ya que todavía estaba fomentando el crecimiento de la población.
A finales de la década de 1950 y 1960, se estima que la Unión Soviética tenía una de las tasas de aborto más altas del mundo. La tasa de abortos durante este período no se conoce con certeza, porque la Unión Soviética no comenzó a publicar estadísticas de aborto hasta la perestroika. Las mejores estimaciones, que se basan en encuestas a profesionales médicos durante este tiempo, dicen que se realizaron alrededor de 6 a 7 millones de abortos por año.
Una de las pocas ideas que tenemos sobre el aborto a finales de la década de 1950 es una encuesta, realizada entre 1958 y 1959, de 26.000 mujeres que buscaban abortar, 20.000 de áreas urbanas y 6.000 de áreas rurales. De esta encuesta se pueden extraer varios datos sobre qué tipo de mujeres solicitaron abortos y sus razones para hacerlo. En primer lugar, una "abrumadora mayoría" de las mujeres estaban casadas, aunque los resultados de la encuesta no dan un porcentaje exacto. En segundo lugar, podemos saber cuántos hijos tuvieron las mujeres. De las mujeres urbanas, el 10,2% no tenía hijos, el 41,2% tenía un hijo, el 32,1% tenía dos hijos y el 16,5% tenía tres o más hijos, lo que hace que la mediana del número de hijos sea de 1,47. De las mujeres rurales, el 6,2% no tenía hijos, el 26,9% tenía un hijo, el 30% tenía dos hijos y el 36,9% tenía tres o más hijos, siendo la mediana del número de hijos de 2,06. De las mujeres que buscaban abortar, las mujeres urbanas tenían más probabilidades de tener menos hijos o ninguno. Esto puede haber sido un efecto de la falta de espacio que enfrentan las mujeres urbanas.
La encuesta también examinó las razones de las mujeres para buscar abortos. Dividió las razones en cuatro categorías. La primera era "removible incondicionalmente", cosas que podían ser remediadas por la acción del gobierno, como la necesidad material, la falta de espacio, la falta de alguien en casa o la falta de una institución para alojar al niño. La segunda categoría era la de "remoción condicional", es decir, cosas que podrían remediarse mediante la acción del gobierno, como la ausencia de un esposo, problemas familiares o enfermedad de uno o ambos padres. La tercera categoría era "inamovible", cosas que no eran causadas por condiciones sociales, como un bebé en la familia o muchos niños ya. La cuarta categoría fueron las "causas poco claras", como la falta de voluntad de uno o ambos padres para tener un hijo y muchas otras razones.
Los resultados de esta pregunta fueron: de las razones dadas por las mujeres urbanas, el 35% eran removibles incondicionales, el 16,5% eran removibles condicionales, el 10% eran inamovibles y el 37,9% no estaban claras. De las razones dadas por las mujeres rurales, el 26,3% eran removibles incondicionales, el 18% eran removibles condicionales, el 10% eran inamovibles y el 45,2% no estaban claras. La diferencia más marcada fue que las mujeres más urbanas citaron la falta de espacio como una razón. Los resultados de la encuesta revelaron que las tasas de aborto eran mucho más altas entre las mujeres que trabajaban, con una tasa de 105,5 abortos por cada mil embarazos, frente a 41,5 por cada mil entre las mujeres que no trabajaban.
Si se considera que las tasas de aborto de esta encuesta son representativas, entonces durante este período el número de abortos anuales fue mayor que el número de nacidos vivos. Esto también significaría que las tasas de aborto en la Unión Soviética eran las más altas del mundo en ese momento. Al final de la era Brezhnev en 1982, las tasas de natalidad soviéticas se mantenían justo en el nivel de reemplazo o por debajo de él, excepto en las repúblicas de Asia Central de mayoría musulmana.

### El aborto en los primeros años de la Federación Rusa
Los primeros años de la Federación de Rusia se caracterizaron por la disminución de las tasas de fecundidad y aborto y por el aumento del acceso a los métodos anticonceptivos preventivos y su utilización. La política oficial de la Unión Soviética en el momento de su colapso era favorable a la planificación familiar, aunque los anticonceptivos generalmente no estaban disponibles para el público, lo que dejaba a la mayoría de las mujeres con el aborto como la única forma de regular el tamaño de la familia. La disminución de la tasa de abortos indica que cada vez hay menos embarazos rusos planeados. Los más comunes en la década de 1990 fueron los "miniabortos", abortos por aspiración endouterina realizados durante las primeras siete semanas de embarazo. La legalización de los miniabortos en 1988 hizo innecesaria la estadía hospitalaria de tres días que se requería anteriormente. La falta de fiabilidad de la calidad y la disponibilidad de opciones anticonceptivas pueden haber ralentizado parcialmente la disminución de las tasas de aborto en Rusia en la década de 1990. En Rusia, a principios de la década de 1990, menos del 75% de las mujeres sexualmente activas usaban anticonceptivos preventivos de cualquier tipo. Si bien estos recursos se hicieron más disponibles con la caída de la Unión Soviética, en 1993 todavía menos de la mitad de las mujeres rusas sentían que tenían acceso adecuado a ellos. Solo en la primera década de la Federación de Rusia, las dos fábricas de condones de Rusia y la única fábrica rusa de DIU cerraron por períodos de tiempo debido a preocupaciones sobre los precios del látex y el control de calidad. A principios de la Federación Rusa, el 41% de las mujeres sexualmente activas en Rusia dependían de "métodos tradicionales" de control de la natalidad poco fiables. Muchas mujeres que utilizaron esos métodos citaron la disponibilidad de abortos como un factor en su razonamiento. Muchas mujeres que no usaban ningún método anticonceptivo también citaron la opción del aborto como una razón por la que no se preocupaban por las estrategias modernas o incluso tradicionales de planificación familiar.
Entre 1990 y 2000, el número de abortos anuales en Rusia disminuyó a la mitad, pero la proporción de abortos en relación con los nacidos vivos (2,04 en 1990 a 1,92 en 1996) apenas disminuyó. Esto significa no solo que se realizaron menos abortos, sino que menos mujeres quedaron embarazadas en general. Esta disminución general de la tasa de fertilidad fue uno de los dos principales factores estructurales en Rusia que promovieron el aborto sobre el control preventivo de la natalidad. Otros factores que reducen la tasa de abortos incluyen las medidas tomadas por el presidente Vladímir Putin para aumentar el tamaño de la familia en Rusia. A principios de la década de 2000, pidió apoyo financiero federal para los niños en los primeros 18 meses de vida como una forma de alentar a las mujeres a tener un segundo o tercer hijo. Cuando propuso esto por primera vez, la población rusa estaba disminuyendo en 700.000 personas cada año. En los primeros diez años de la Federación Rusa, la población de Rusia disminuyó en 3 millones. La preocupación por la disminución de la población en Rusia es generalizada. Los intentos de mitigar el declive de la población comenzaron con un mayor apoyo financiero para los niños pequeños en Rusia y, finalmente, condujeron a un acceso restringido al aborto.
Otros factores en el declive del aborto en Rusia incluyen la legalización de la esterilización. Las regulaciones de la esterilización anticonceptiva habían estado vigentes desde la década de 1930, pero se levantaron en 1993. En los primeros siete años en que la práctica fue legal, casi 100.000 mujeres buscaron y obtuvieron esterilizaciones. Este es un factor en la disminución de las tasas de embarazos no deseados en Rusia. En 2003 fue la primera vez en cincuenta años que se endurecieron las leyes relativas al acceso al aborto; todas las demás leyes sobre el tema, tanto en la Unión Soviética como en la Federación de Rusia, tienen por objeto facilitar el acceso de las mujeres. En 1991, el año de la caída de la Unión Soviética, se realizó en Rusia un número récord de unos 3.608.000 abortos. Este número disminuyó constantemente a lo largo de los años y en 2002 los médicos rusos realizaban 1.802.000 abortos al año. Se trata de un descenso significativo, pero dejó a Rusia con la segunda tasa más alta de abortos per cápita.
Mientras que los abortos en Rusia en general estaban disminuyendo, en la parte asiática del país la tasa estaba aumentando.  Si bien las tasas de aborto en estas repúblicas asiáticas no eran tan altas como las de Rusia occidental en el momento del colapso de la Unión Soviética, y todavía no son las más altas del país, sí aumentaron. La disminución de las tasas generales de aborto se debe principalmente a la pronunciada caída de los abortos por año en las dos ciudades más grandes de Rusia, Moscú y San Petersburgo. La preocupación nacional por la disminución de la población fue una tendencia constante desde el decenio de 1980, y provocó que el nuevo régimen adoptara políticas contrarias a la planificación familiar. El uso de anticonceptivos aumentó lentamente durante la década de 1990, pero aún en 1997 uno de cada diez embarazos rusos terminó en aborto, por lo que se podría suponer que al menos uno de cada diez embarazos rusos no fue planeado. Legalmente en Rusia, el procedimiento de aborto debe tener lugar en un hospital y, como resultado, los abortos proporcionan una importante fuente de ingresos para los proveedores de atención médica. A medida que los abortos se volvieron un poco menos comunes, no se volvieron más seguros. En 1998, dos de cada tres abortos seguían teniendo algún tipo de complicación de salud. Entre las más comunes de estas complicaciones se encuentra la esterilización secundaria no intencional, que le ocurre a una de cada diez mujeres rusas que buscan un aborto a lo largo de su vida.

## Ley actual
Durante la década de 2000, la disminución constante de la población rusa (debido tanto a las tasas de natalidad negativas como a la baja esperanza de vida) se convirtió en una importante fuente de preocupación, incluso obligando al ejército a reducir el servicio militar obligatorio debido a la escasez de hombres jóvenes. El 21 de octubre de 2011, el Parlamento ruso aprobó una ley que restringe el aborto a las primeras 12 semanas de embarazo, con una excepción de hasta las 22 semanas si el embarazo fue resultado de una violación, y por necesidad médica puede realizarse en cualquier momento del embarazo. La nueva ley también hizo obligatorio un período de espera de dos a siete días antes de que se pueda realizar un aborto, para permitir que la mujer "reconsidere su decisión". El aborto solo se puede realizar en instituciones autorizadas (por lo general, hospitales o clínicas para mujeres) y por médicos con capacitación especializada. El médico puede negarse a realizar el aborto, excepto los abortos por necesidad médica. La nueva ley es más estricta que la anterior, en el sentido de que bajo la ley anterior los abortos después de las 12 semanas estaban permitidos por motivos socioeconómicos más amplios, mientras que bajo la ley actual tales abortos solo están permitidos si hay problemas médicos graves con la madre o el feto, o en caso de violación.
De conformidad con el artículo 123 del Código Penal de Rusia, la realización de un aborto por una persona que no tenga un título médico ni formación especializada se castiga con una multa de hasta 800.000 rublos; con una multa de hasta 8 meses de los ingresos del condenado; por servicio comunitario de 100 a 240 horas; o por una pena de cárcel de 1 a 2 años. En los casos en que el aborto ilegal resultó en la muerte de la mujer embarazada o causó un daño significativo a su salud, la persona condenada enfrenta una pena de cárcel de hasta 5 años.
El 9 de noviembre de 2023, las autoridades instaladas por Rusia anunciaron que las "clínicas privadas" de la región ocupada de Crimea habían dejado de practicar abortos. El ministro de Salud designado por Rusia, Konstantyn Skorupskyi, dijo que se "ofreció para contribuir a mejorar la situación demográfica al renunciar a proporcionar abortos".

## Debate político

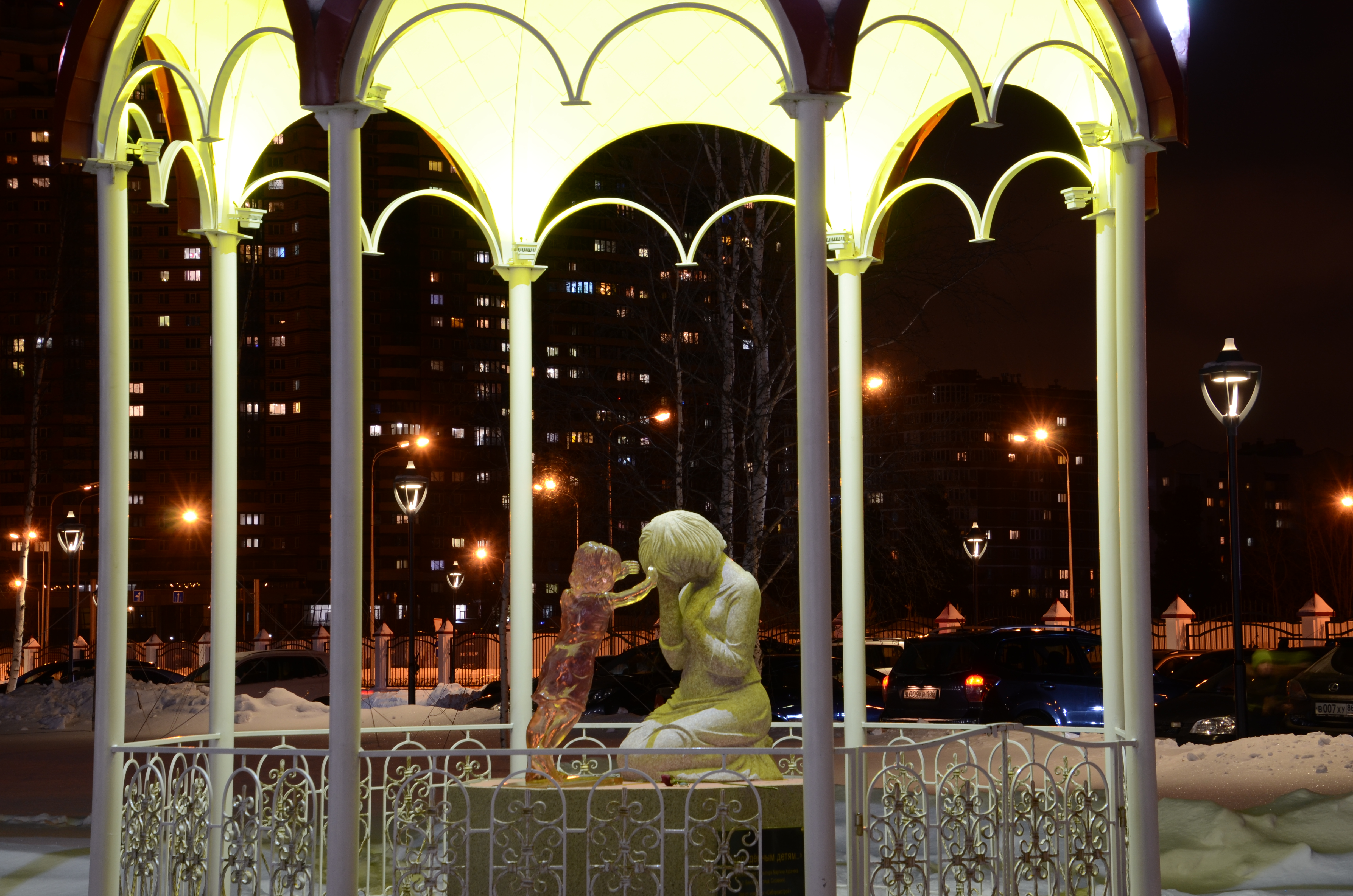
Monumento antiaborto erigido en 2013 frente a una iglesia ortodoxa rusa en Surgut.

El tema del aborto ganó renovada atención en 2011 en un debate que, según The New York Times, "ha comenzado a sonar como el debate en Estados Unidos". El Parlamento aprobó y en 2011 el presidente Dmitri Medvédev promulgó varias restricciones al aborto para combatir "la caída de la tasa de natalidad" y el "desplome de la población". Las restricciones requieren que los proveedores de servicios de aborto dediquen el 10% de los costos de publicidad a describir los peligros del aborto para la salud de la mujer y hacen que sea ilegal describir el aborto como un procedimiento médico seguro. La esposa de Medvédev, Svetlana Medvédeva, había asumido la causa antiaborto en Rusia en una campaña nacional contra el aborto de una semana de duración llamada "¡Dame vida!" y un "Día de la Familia, el Amor y la Fidelidad" por su Fundación para Iniciativas Sociales y Culturales en conjunto con la Iglesia Ortodoxa Rusa.

### Encuestas de opinión
En 2016, el número de rusos que consideraban que el aborto era inaceptable bajo cualquier circunstancia era solo del 4%. En 2022, había aumentado al 13%.

## Estadísticas
A pesar de una reducción significativa en la proporción de abortos por nacimiento desde mediados de la década de 1990, los países de la ex Unión Soviética mantienen la tasa más alta de abortos en el mundo. En 2001, nacieron 1,31 millones de niños en Rusia, mientras que se realizaron 2,11 millones de abortos. En 2005 se registraron 1,6 millones de abortos en Rusia; El 20% de ellos involucraban a niñas menores de 18 años. Las estadísticas oficiales sitúan el número de abortos en 450.000 en 2020.
En 2021, la tasa de abortos era de 12 abortos al año por cada 1000 mujeres de 15 a 44 años.
Las estadísticas sobre el aborto se consideraron secretos de estado en la Unión Soviética hasta finales de la década de 1980. Durante este período, la URSS tuvo una de las tasas de aborto más altas del mundo. La tasa de abortos en la URSS alcanzó su punto máximo en 1965, cuando se realizaron 5,5 millones de abortos, la cifra más alta en la historia de Rusia. Sin embargo, la legalización del aborto no eliminó los abortos criminales.

### Década de 1920 a 1950
| Año   | Aborto legal | Comenzó fuera de la clínica | Importe total |
| ----- | ------------ | --------------------------- | ------------- |
| 1922  | 10,060       | 10,676                      | 20,763        |
| 1923  | 13,996       | 14,296                      | 28,293        |
| 1924  | 16,771       | 16,712                      | 33,483        |
| Total | 40,827       | 41,684                      | 82,539        |

| Años  | Número total de abortos practicados | De los cuales comenzó fuera de una clínica | Proporción de los cuales comenzaron fuera de la clínica | Proporción de abortos ilegales con respecto a los que comenzaron fuera de una clínica |
| ----- | ----------------------------------- | ------------------------------------------ | ------------------------------------------------------- | ------------------------------------------------------------------------------------- |
| 1936  | 803,058                             | 343,750                                    | 43%                                                     |                                                                                       |
| 1937  | 682,832                             | 327,898                                    | 58%                                                     |                                                                                       |
| 1938  | 429,695                             | 396,362                                    | 92%                                                     |                                                                                       |
| 1939  | 464,246                             | 424,500                                    | 91%                                                     | 9%                                                                                    |
| 1940  | 500,516                             | 452,557                                    | 90%                                                     | 8.5%                                                                                  |
| Total | 2,880,347                           | 1,945,067                                  | N/A                                                     | N/A                                                                                   |

### De los años 1950 a los 1990
| Año   | Abortos en la Unión Soviética | Abortos en la Unión Soviética | Abortos en la Unión Soviética | Abortos en la Unión Soviética         | Abortos en la Unión Soviética         | Abortos en la Unión Soviética         | Abortos en la Unión Soviética     | Abortos en la Unión Soviética | Abortos en la Unión Soviética          | Abortos en Rusia | Abortos en Rusia | Abortos en Rusia    | Abortos en Rusia             |
| Año   | Todos los abortos             | Todos los abortos             | Todos los abortos             | Abortos inducidos legales (completos) | Abortos inducidos legales (completos) | Abortos inducidos legales (completos) | Abortos espontáneos (incompletos) | Tasa de aborto legal          | Tasa de aborto legal                   | Abortos en Rusia | Abortos en Rusia | Abortos en Rusia    | Abortos en Rusia             |
| Año   | Cifras totales                | Ministerio de Salud           | Ministerio de Transporte      | Todos los métodos (total legal)       | Legrado                               | Aspiración (mini)                     | Abortos espontáneos (incompletos) | Por cada 100 nacidos vivos    | Por cada 1,000 mujeres de 15 a 49 años | Total            | Legal (completo) | Ilegal (incompleto) | Tasa total de aborto (legal) |
| ----- | ----------------------------- | ----------------------------- | ----------------------------- | ------------------------------------- | ------------------------------------- | ------------------------------------- | --------------------------------- | ----------------------------- | -------------------------------------- | ---------------- | ---------------- | ------------------- | ---------------------------- |
| 1954  | 1,985,302                     | 1,895,964                     | 89,339                        | 399,046                               | 399,046                               | -                                     | 1,586,257                         | 7.84                          | 6.84                                   | -                | -                | -                   | -                            |
| 1955  | 2,598,761                     | 2,481,816                     | 116,944                       | 600,314                               | 600,314                               | -                                     | 1,998,447                         | 11.92                         | 10.15                                  | -                | -                | -                   | -                            |
| 1956  | 4,724,547                     | 4,511,942                     | 212,605                       | 3,316,632                             | 3,316,632                             | -                                     | 1,407,915                         | 65.10                         | 55.40                                  | -                | -                | -                   | -                            |
| 1957  | 5,338,738                     | 5,108,970                     | 229,768                       | 3,996,159                             | 3,996,159                             | -                                     | 1,342,579                         | 76.81                         | 66.26                                  | 3,407,398        | 2,565,037        | 842,361             | -                            |
| 1958  | 6,128,871                     | 5,892,260                     | 236,611                       | 4,844,567                             | 4,844,567                             | -                                     | 1,284,304                         | 92.24                         | 80.62                                  | 3,939,362        | 3,119,980        | 819,382             | -                            |
| 1959  | 6,398,541                     | 6,211,160                     | 187,381                       | 5,102,306                             | 5,102,306                             | -                                     | 1,296,235                         | 96.21                         | 85.79                                  | 4,174,111        | 3,353,178        | 820,933             | -                            |
| 1960  | 7,038,395                     | 6,504,677                     | 533,718                       | 5,642,210                             | 5,642,210                             | -                                     | 1,396,185                         | 107.17                        | 96.06                                  | 4,373,042        | 3,634,966        | 738,076             | -                            |
| 1961  | 7,425,507                     | 7,073,785                     | 351,722                       | 6,006,038                             | 6,006,038                             | -                                     | 1,419,469                         | 118.39                        | 103.57                                 | 4,759,040        | 3,877,654        | 881,386             | -                            |
| 1962  | 7,774,506                     | 7,344,506                     | 430,000                       | 6,414,217                             | 6,414,217                             | -                                     | 1,360,289                         | 132.08                        | 110.19                                 | 4,925,124        | 4,077,580        | 847,544             | -                            |
| 1963  | 8,023,290                     | 7,662,242                     | 361,048                       | 6,667,354                             | 6,667,354                             | -                                     | 1,355,936                         | 144.82                        | 114.64                                 | 5,134,100        | 4,267,600        | 866,500             | -                            |
| 1964  | 8,408,408                     | 8,030,030                     | 378,378                       | 7,021,021                             | 7,021,021                             | -                                     | 1,387,387                         | 161.30                        | 120.23                                 | 5,376,200        | 4,486,400        | 889,800             | -                            |
| 1965  | 8,551,351                     | 8,166,540                     | 384,811                       | 7,191,686                             | 7,191,686                             | -                                     | 1,359,665                         | 169.33                        | 122.46                                 | 5,463,300        | 4,576,500        | 886,800             | -                            |
| 1966  | 8,337,567                     | 7,962,377                     | 375,191                       | 7,020,232                             | 7,020,232                             | -                                     | 1,317,336                         | 168.52                        | 118.15                                 | 5,322,500        | 4,475,200        | 847,300             | -                            |
| 1967  | 7,846,354                     | 7,493,268                     | 353,086                       | 6,624,990                             | 6,624,990                             | -                                     | 1,222,364                         | 161.94                        | 109.72                                 | 5,005,000        | 4,223,600        | 781,400             | -                            |
| 1968  | 7,654,441                     | 7,301,396                     | 344,045                       | 6,471,055                             | 6,471,055                             | -                                     | 1,174,386                         | 158.32                        | 105.25                                 | 4,872,900        | 4,126,800        | 746,100             | -                            |
| 1969  | 7,460,316                     | 7,124,602                     | 335,714                       | 6,330,413                             | 6,330,413                             | -                                     | 1,129,903                         | 152.26                        | 101.84                                 | 4,751,100        | 4,036,700        | 713,400             | -                            |
| 1970  | 7,531,270                     | 7,192,363                     | 338,907                       | 6,406,594                             | 6,406,594                             | -                                     | 1,124,676                         | 148.99                        | 101.44                                 | 4,792,500        | 4,086,700        | 705,800             | 4.17                         |
| 1971  | 7,610,001                     | 7,267,551                     | 342,450                       | 6,489,481                             | 6,489,481                             | -                                     | 1,120,520                         | 147.89                        | 101.07                                 | 4,838,749        | 4,139,949        | 698,800             | 4.17                         |
| 1972  | 7,497,264                     | 7,159,887                     | 337,377                       | 6,408,802                             | 6,408,802                             | -                                     | 1,088,462                         | 144.45                        | 98.27                                  | 4,765,589        | 4,090,589        | 675,000             | 4.15                         |
| 1973  | 7,514,765                     | 7,176,601                     | 338,164                       | 6,439,040                             | 6,439,040                             | -                                     | 1,075,725                         | 145.48                        | 97.50                                  | 4,747,037        | 4,087,637        | 659,400             | 4.17                         |
| 1974  | 7,449,129                     | 7,113,918                     | 335,211                       | 6,397,731                             | 6,397,731                             | -                                     | 1,051,398                         | 139.71                        | 95.89                                  | 4,674,050        | 4,037,350        | 636,700             | 4.09                         |
| 1975  | 7,471,572                     | 7,135,351                     | 336,221                       | 6,431,773                             | 6,431,773                             | -                                     | 1,039,798                         | 137.65                        | 95.68                                  | 4,669,940        | 4,046,040        | 623,900             | 4.09                         |
| 1976  | 7,636,191                     | 7,292,562                     | 343,629                       | 6,588,364                             | 6,588,364                             | -                                     | 1,047,827                         | 140.09                        | 97.22                                  | 4,757,055        | 4,133,755        | 623,300             | 4.15                         |
| 1977  | 7,579,105                     | 7,238,045                     | 341,060                       | 6,553,674                             | 6,553,674                             | -                                     | 1,025,430                         | 138.70                        | 96.22                                  | 4,686,063        | 4,083,863        | 602,200             | 4.05                         |
| 1978  | 7,497,397                     | 7,160,014                     | 337,383                       | 6,497,226                             | 6,497,226                             | -                                     | 1,000,171                         | 136.12                        | 94.98                                  | 4,656,057        | 4,069,257        | 586,800             | 3.99                         |
| 1979  | 7,339,566                     | 7,009,286                     | 330,380                       | 6,374,161                             | 6,374,161                             | -                                     | 965,406                           | 131.63                        | 93.21                                  | 4,540,440        | 3,979,240        | 561,200             | 3.86                         |
| 1980  | 7,333,073                     | 7,003,085                     | 329,988                       | 6,382,028                             | 6,382,028                             | -                                     | 951,045                           | 130.49                        | 93.18                                  | 4,506,249        | 3,960,049        | 546,200             | 3.79                         |
| 1981  | 7,155,594                     | 6,833,592                     | 322,002                       | 6,240,562                             | 6,240,562                             | -                                     | 915,032                           | 124.57                        | 91.17                                  | 4,400,676        | 3,877,576        | 523,100             | 3.69                         |
| 1982  | 7,250,355                     | 6,924,089                     | 326,266                       | 6,336,188                             | 6,336,188                             | -                                     | 914,167                           | 120.29                        | 92.13                                  | 4,462,825        | 3,942,525        | 520,300             | 3.72                         |
| 1983  | 7,085,370                     | 6,766,528                     | 318,842                       | 6,204,515                             | 6,204,515                             | -                                     | 880,855                           | 115.07                        | 90.05                                  | 4,317,129        | 3,823,529        | 493,600             | 3.57                         |
| 1984  | 7,115,825                     | 6,795,613                     | 320,212                       | 6,243,572                             | 6,243,572                             | -                                     | 872,253                           | 115.70                        | 89.98                                  | 4,361,959        | 3,872,859        | 489,100             | 3.56                         |
| 1985  | 7,365,852                     | 7,034,389                     | 331,463                       | 6,475,595                             | 6,475,595                             | -                                     | 890,258                           | 118.64                        | 92.77                                  | 4,552,443        | 4,051,843        | 500,600             | 3.66                         |
| 1986  | 7,116,000                     | 6,790,141                     | 325,859                       | 6,267,984                             | 6,267,984                             | -                                     | 848,016                           | 110.62                        | 89.47                                  | 4,362,110        | 3,891,677        | 470,433             | 3.46                         |
| 1987  | 6,818,000                     | 6,496,499                     | 321,501                       | 6,009,655                             | 6,009,655                             | -                                     | 808,345                           | 109.33                        | 85.71                                  | 4,166,196        | 3,721,930        | 444,266             | 3.25                         |
| 1988  | 7,229,000                     | 6,965,221                     | 263,779                       | 6,469,096                             | 5,271,096                             | 1,198,000                             | 759,904                           | 124.16                        | 92.42                                  | 4,483,856        | 4,065,709        | 418,147             | 3.50                         |
| 1989  | 6,974,431                     | 6,672,041                     | 302,390                       | 6,286,035                             | 4,828,267                             | 1,457,768                             | 688,396                           | 126.89                        | 90.03                                  | 4,242,028        | 3,876,220        | 365,808             | 3.31                         |
| 1990  | 6,459,000                     | 6,226,821                     | 232,179                       | 5,836,823                             | 4,150,448                             | 1,686,375                             | 622,177                           | 123.57                        | 84.77                                  | 3,920,287        | 3,593,291        | 326,996             | 3.05                         |
| 1991  | -                             | 6,014,000                     | -                             | -                                     | -                                     | -                                     | -                                 | -                             | -                                      | 3,608,412        | 3,164,701        | 361,203             | 2.88                         |
| 1992  | -                             | 5,442,900                     | -                             | -                                     | -                                     | -                                     | -                                 | -                             | -                                      | 3,265,718        | 2,910,460        | 329,545             | 2.66                         |
| Total | 258,723,655                   | 258,476,032                   | 11,695,624                    | 216,987,139                           | 212,644,996                           | 4,342,143                             | 41,728,518                        | -                             | -                                      | 163,280,545      | 140,327,944      | 22,843,380          | -                            |

|                                |
| Nacimientos + Abortos en Rusia |

|                                  |
| Nacimientos + Abortos en la URSS |

|                                    |
| Nacidos vivos y abortos en la URSS |

|                                  |
| Nacidos vivos y abortos en Rusia |

|                                               |
| Porcentaje de concepciones abortadas en Rusia |

|                                                 |
| Porcentaje de concepciones abortadas en la URSS |

### Estadísticas recientes
Desde la década de 1990, el aborto en Rusia ha experimentado un fuerte declive. El aborto se redujo a la mitad en el período comprendido entre 1990 y 2000, pasando de 4 a 2 millones de abortos aproximadamente. Los abortos por cada 1,000 mujeres de 15 a 49 años pasaron de 114 a 55 entre 1990 y 2000. En 2010, esto se reforzó cuando el total de nacidos vivos superó el número total de abortos en Rusia por primera vez en el siglo XXI. En 2013, se realizaron 1 millón de abortos, es decir, 28 abortos por cada 1,000 mujeres de 15 a 49 años. En 2021, el número había alcanzado aproximadamente 400 mil, disminuyendo en un factor de 10 desde 1990, y la tasa por cada 1,000 mujeres de 15 a 49 años bajó a 12.

### Motivos del aborto
De 2006 a 2011, las mujeres se dividieron entre las siguientes razones para abortar; El 11% lo hacía por razones relacionadas con la salud, el 10% quería posponer tener otro hijo y aumentar el intervalo entre nacimientos, el 24% no quería tener otro hijo, el 33% no tenía dinero para tener otro hijo (o se enfrentaba a otro problema socioeconómico) y el 17% no quería tener otro hijo debido a la objeción de su pareja.